# Розлопи
Розлопи (або Розлупи, пол. Rozłopy) — село в Польщі, у гміні Сулув Замойського повіту Люблінського воєводства. Населення — 337 осіб (2011).

## Історія
1564 року вперше згадується православна церква в селі.
За даними етнографічної експедиції 1869—1870 років під керівництвом Павла Чубинського, у селі переважно проживали греко-католики, проте населення здебільшого розмовляло польською мовою.
У 1975—1998 роках село належало до Замойського воєводства.

## Населення
Демографічна структура станом на 31 березня 2011 року:
|          | Загалом | Допрацездатний вік | Працездатний вік | Постпрацездатний вік |
| -------- | ------- | ------------------ | ---------------- | -------------------- |
| Чоловіки | 151     | 16                 | 107              | 28                   |
| Жінки    | 186     | 27                 | 91               | 68                   |
| Разом    | 337     | 43                 | 198              | 96                   |